# Мазуровская, Ольга Эрнестовна
Ольга Эрнестовна Мазуровская (урожд. Берблингер) — советский хозяйственный, государственный и политический деятель.

## Биография
Родилась в Тифлисе в 1886 году.
С 1907 года на хозяйственной, общественной и политической работе. В 1907—1960 годах — гимназистка Псковской городской гимназии, студентка Петербургского университета, 1-го Петербургского мединститута, терапевт, педиатр, гинеколог, разъездной врач Оренбургской центральной железнодорожной амбулатории и Оренбургской городской больницы, врач в поликлинике актива.
Избиралась депутатом Верховного Совета РСФСР 2-го созыва.
Умерла в Оренбурге в 1960 году.